# Барон Сент-Освалд

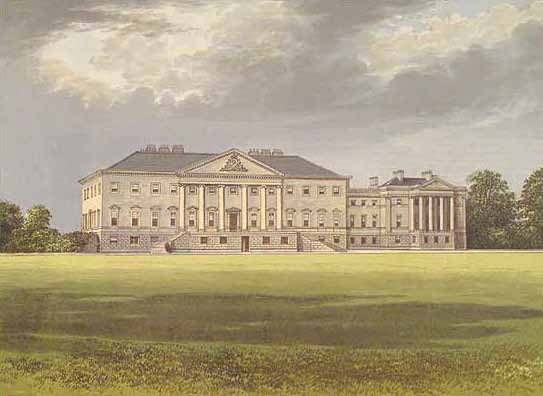
Имение Ностелл в 1880 году

Барон Сент-Освалд из Ностелла в графстве Западный Йоркшир — наследственный титул в системе Пэрства Соединенного Королевства. Он был создан 6 июля 1885 года для британского промышленника и консервативного политика, Роулэнда Уинна (1820—1893), бывший члена парламента от Северного Линкольншира (1868—1885). Его сын, Роулэнд Уинн, 2-й барон Сент-Освалд (1857—1919), представлял Понтефракт в Палате общин (1885—1893). Его внук, Роулэнд Дэнис Гай Уинн, 4-й барон Сент-Освалд (1916—1984), занимал младшие министерские должности в консервативных администрациях Гарольда Макмиллана и Алека Дугласа-Хьюма, а также был депутатом Европейского парламента (1973—1984).
По состоянию на 2024 год носителем баронского титула являлся племянник последнего, Чарльз Роулэнд Эндрю Уинн, 6-й барон Сент-Освалд (род. 1959), который стал преемником своего отца в 1999 году.
Семейная резиденция — Приорат Ностелл в графстве Йоркшир. Дом был передан в Национальный фонд Великобритании в 1953 году, но до сих пор является местом жительства баронов Сент-Освалд.

## Бароны Сент-Освалд (1885)
- 1885—1893: Роулэнд Уинн, 1-й барон Сент-Освалд (19 февраля 1820 — 17 января 1893), старший сын Чарльза Уинна (ок. 1795—1874)[1];
- 1893—1919: Роулэнд Уинн, 2-й барон Сент-Освалд (1 августа 1857 — 13 апреля 1919), старший сын предыдущего[1]
- 1919—1957: Роулэнд Джордж Уинн, 3-й барон Сент-Освалд (29 июля 1893 — 25 февраля 1957), старший сын предыдущего[1];
- 1957—1984: Роулэнд Дэнис Гай Уинн, 4-й барон Сент-Освалд (19 сентября 1916 — 19 декабря 1984), старший сын предыдущего[1];
- 1984—1999: Дерек Эдвард Энтони Уинн, 5-й барон Сент-Освалд (9 июля 1919 — 18 марта 1999), младший брат предыдущего[1];
- 1999 — настоящее время: Чарльз Роулэнд Эндрю Уинн, 6-й барон Сент-Освалд (род. 22 июля 1959), сын предыдущего[1];
  - Наследник титула: достопочтенный Роулэнд Чарльз Себастьян Генри Уинн (род. 15 апреля 1986), единственный сын предыдущего[1].